# Raimondas Vilčinskas
Raimondas Vilčinskas (* 5. Juli 1977 in Panevėžys) ist ein ehemaliger litauischer Radrennfahrer.
Raimondas Vilčinskas begann seine Karriere im Jahr 2000 bei dem Radsport-Team Palmans-Ideal. Nach einem Jahr wechselte er zu der polnischen Mannschaft Mróz, wo er die erste Etappe des Ringerike Grand Prix für sich entschied. In seinem zweiten Jahr dort wurde er litauischer Meister im Zeitfahren. 2002 siegte er im Eintagesrennen Puchar Ministra Obrony Narodowej.  Bei den Olympischen Spielen 2004 in Athen wurde er mit seinen Landsmännern Linas Balčiūnas, Ignatas Konovalovas, Tomas Vaitkus und Aivaras Baranauskas Achter in der Mannschaftsverfolgung. 2005 fuhr er für das belgische Continental Team Jartazi Granville.

## Erfolge
2002
- – Einzelzeitfahren

## Teams
- 2000 Palmans-Ideal
- 2001 Mróz-Supradyn Witaminy
- 2002 Mróz

...
- 2005 Jartazi Granville